# Love Hurts
Love Hurts heter en sång som skrevs av Felice och Boudleaux Bryant och spelades in av Everly Brothers i juli 1960 för att sedan släppas 1961 på albumet A Date with the Everly Brothers.
Roy Orbison släppte året efter Love Hurts som B-sida på "Running Scared" och ånyo på albumet Crying i maj 1962.
Sedan spelade Gram Parsons och Emmylou Harris in den på Parsons album Grievous Angel från 1974, och Emmylou Harris hade med den på sitt livealbum Spyboy från 1998.
Hösten 1975 spelade Nazareth in sången som hårdrocksballad, och denna inspelning är den enda som egentligen slog som singel. Den nådde åttonde plats på Billboard Hot 100 i mars 1976 och var en hit i flera europeiska länder samma år. I Storbritannien och Irland däremot gick Jim Capaldis version bättre och Nazareths nådde enbart plats 41 i hemlandet.
Texten var identisk fram till Nazareths första inspelning, när de av okänd anledning ändrade originalets "love is like a stove/burns you when it's hot" till det avsevärt mindre logiska "love is like a flame/burns you when it's hot" (en eldslåga är ju alltid varm, medan en spis bara är det ibland).

## Listplaceringar, Nazareth
| Lista (1976-1977) | Position |
| ----------------- | -------- |
| Danmark           | 2        |
| Kanada            | 1        |
| Nederländerna     | 1        |
| Norge             | 1        |
| Nya Zeeland       | 4        |
| Storbritannien    | 41       |
| Sverige           | 6        |
| USA               | 8        |
| Västtyskland      | 30       |
| Österrike         | 11       |

Artister som spelat in Love Hurts eller framfört den på konserter inbegriper bland annat:
- Jim Capaldi
- 22-Pistepirkko (Albumet Monochrome Set 2006)
- Cher (två gånger, på skivorna Stars (1975) och Love Hurts (1991))
- Joan Jett
- Robert Pollard och Kim Deal (filmmusik till Love and a .45.)
- Stina Nordenstam (en version på 33 sekunder)
- Damien Rice och Lisa Hannigan
- Yndio (på spanska)
- Sinéad O'Connor
- Smokie
- The Who
- Gram Parsons
- Keith Richards och Norah Jones
- Rod Stewart
- Nazareth
- De Dannan
- Emmylou Harris
- Elaine Paige
- Johnny Logan
- Jennifer Warnes
- Robin Gibb